# 씨네리와인드
《씨네리와인드》(Cine-Rewind)는 2019년 2월 창간된 온라인 영화 매거진을 표방하는 언론사이다. 작가 겸 언론인으로 활동하던 한재훈이 발행인을 맡고 있다. 

## 같이 보기
- 무비스트